# Коптская православная церковь
Ко́птская правосла́вная це́рковь (копт. Ϯⲉⲕ̀ⲕⲗⲏⲥⲓⲁ ⲛ̀ⲣⲉⲙ̀ⲛⲭⲏⲙⲓ ⲛ̀ⲟⲣⲑⲟⲇⲟⲝⲟⲥ, Египетская православная церковь) — христианская церковь Египта, относящаяся к группе древневосточных (нехалкидонских) церквей. Как и все другие древневосточные церкви (кроме Ассирийской церкви Востока), Коптская церковь признаёт решения трёх вселенских соборов, придерживается традиционной для александрийской богословской школы миафизитской христологии и не входит в семью поместных православных церквей византийской (халкидонской) традиции. В богослужении используется коптский обряд.
Согласно принятой в Коптской церкви историографии, церковь основана, по преданию, апостолом Марком в середине I века в Александрии, к епископской кафедре которой возводит свою преемственность коптский патриарх. Оформилась как самобытная автокефальная церковь вследствие разделения в VI веке единой церкви в Африке (Александрийского патриархата) на две кафедры — халкидонитскую (диофизитскую) и нехалкидонскую (миафизитскую). В IV—VII веках распространила своё влияние на Эфиопию и Нубию, вследствие христианизации Аксумского царства и нубийских королевств Нобатии, Алодии и Макурии (последняя изначально признавала авторитет Константинопольской церкви). В VII веке Египет был захвачен арабами мусульманами, после чего Коптская церковь пережила как периоды гонений, так и относительной веротерпимости. В XII веке религиозный центр Коптской церкви переместился из Александрии в Каир, а коптские христиане стали религиозным меньшинством в Египте. В XIV и XV веках христианство почти полностью исчезло в Нубии. В 1959 году была гарантирована автокефалия Эфиопской церкви.
Высший орган управления — Священный синод, в котором председательствует патриарх, имеющий резиденцию в Каире. Новая резиденция патриарха предполагается в новой столице Египта, где в январе 2019 года был открыт собор Рождества Христова. С 18 ноября 2012 года патриархом стал Феодор II. В настоящее время имеет 18—22 миллионов верующих и 400 общин, большинство из них в Египте, остальные — в египетской диаспоре.

## Богослужение
Богослужение на арабском и коптском языках. В англоязычных странах, таких как США, Канада, Австралия, богослужение проводится на английском и коптском языках. При совершении литургии используется осмогласие. Литургии Василия Великого, Григория Богослова и Кирилла Александрийского.

## Патриархи Коптской православной церкви
До 17 марта 2012 года Коптскую православную церковь возглавлял александрийский папа и патриарх святейший Шенуда III. 4 ноября 2012 года новым патриархом Коптской православной церкви Египта стал по жребию 60-летний епископ Феодор из провинции Бухейра. Он стал патриархом Феодором II.

## Отношения с Русской православной церковью
Патриарх Кирилл на встрече с папой александрийским и патриархом престола Святого Марка Шенудой III в Александрии заявил, что Русская православная церковь и ориентальные церкви (древние восточные, к которым принадлежит коптская) «находились и находятся в состоянии богословского диалога». Патриарх Кирилл подарил патриарху Шенуде на память об этой встрече символ архиерейского служения и архиерейской власти — патриарший посох, со словами:
Опираясь на этот посох, вспоминайте, что у вас есть братья, на которых тоже можно опереться.

## Иллюстрации

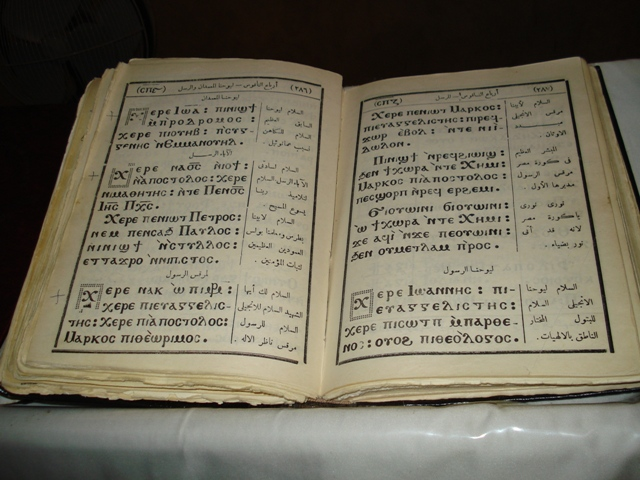
Псалмодия
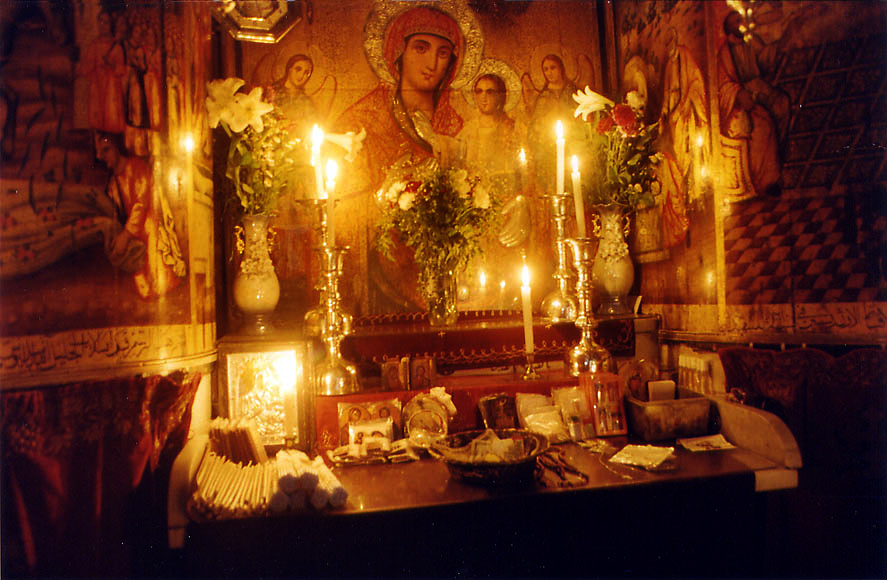
Коптская икона в храме Гроба Господня, Израиль
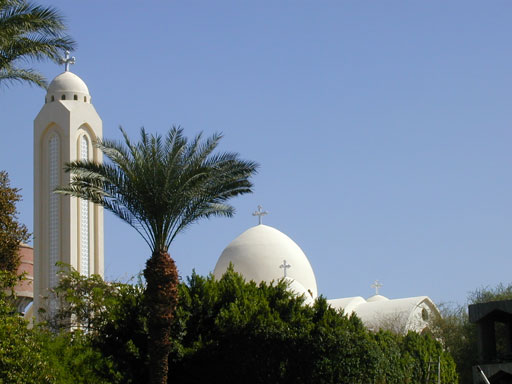
Кафедральный собор Архангела Михаила в Асуане
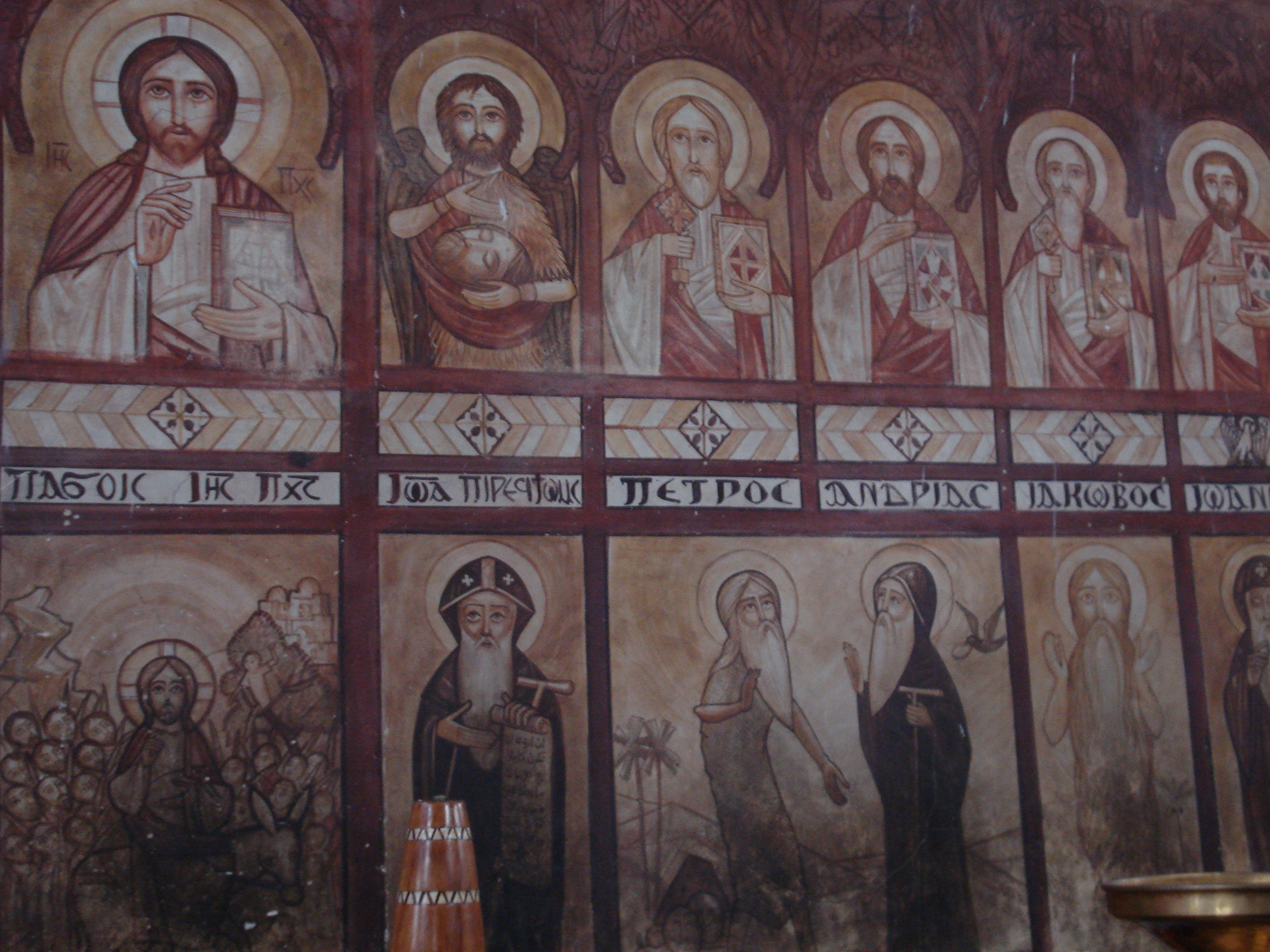
Рельефная стена в коптской православной церкви (Нижний Египет)
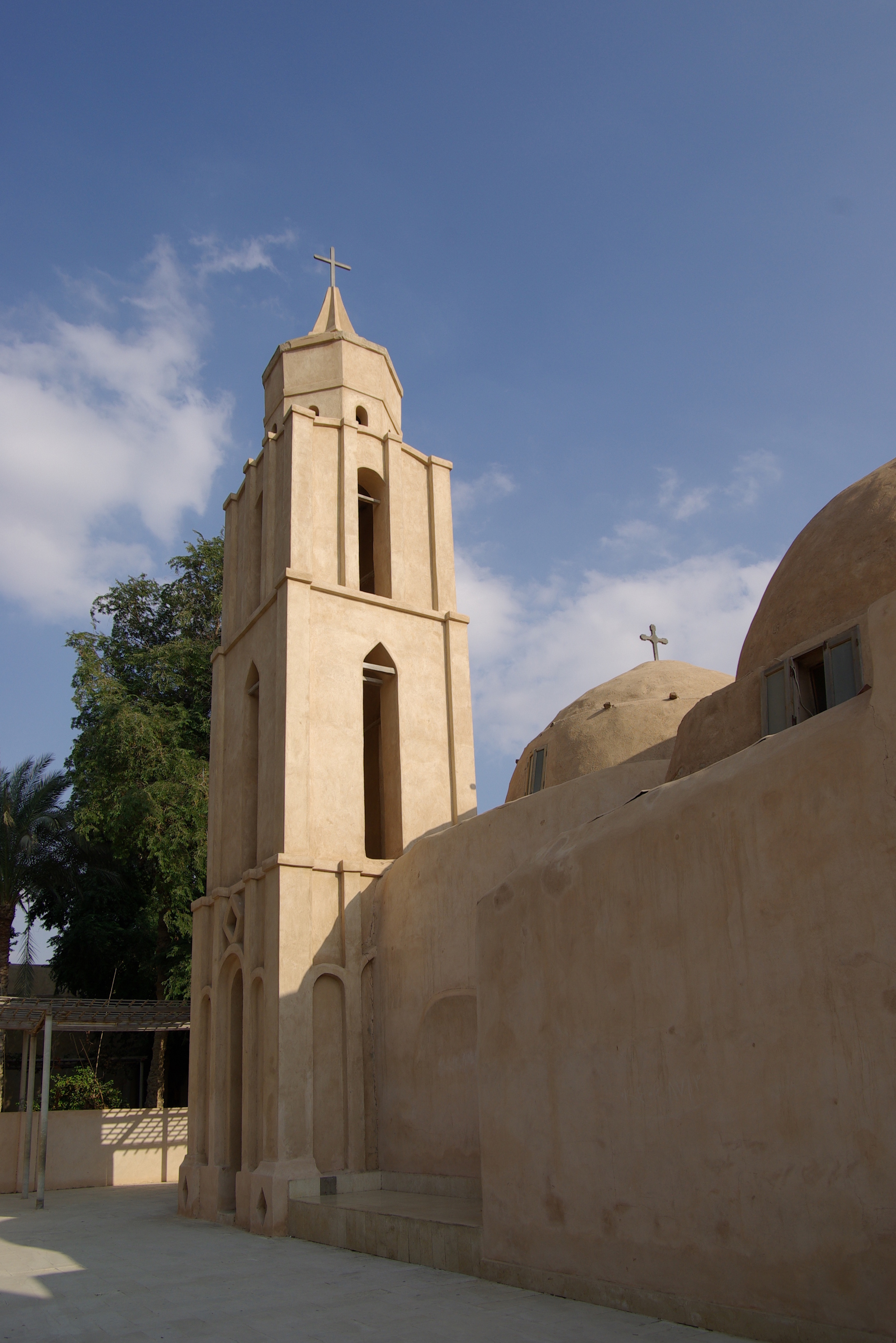
Монастырь Св. Бишоя (Вади-Натрун)
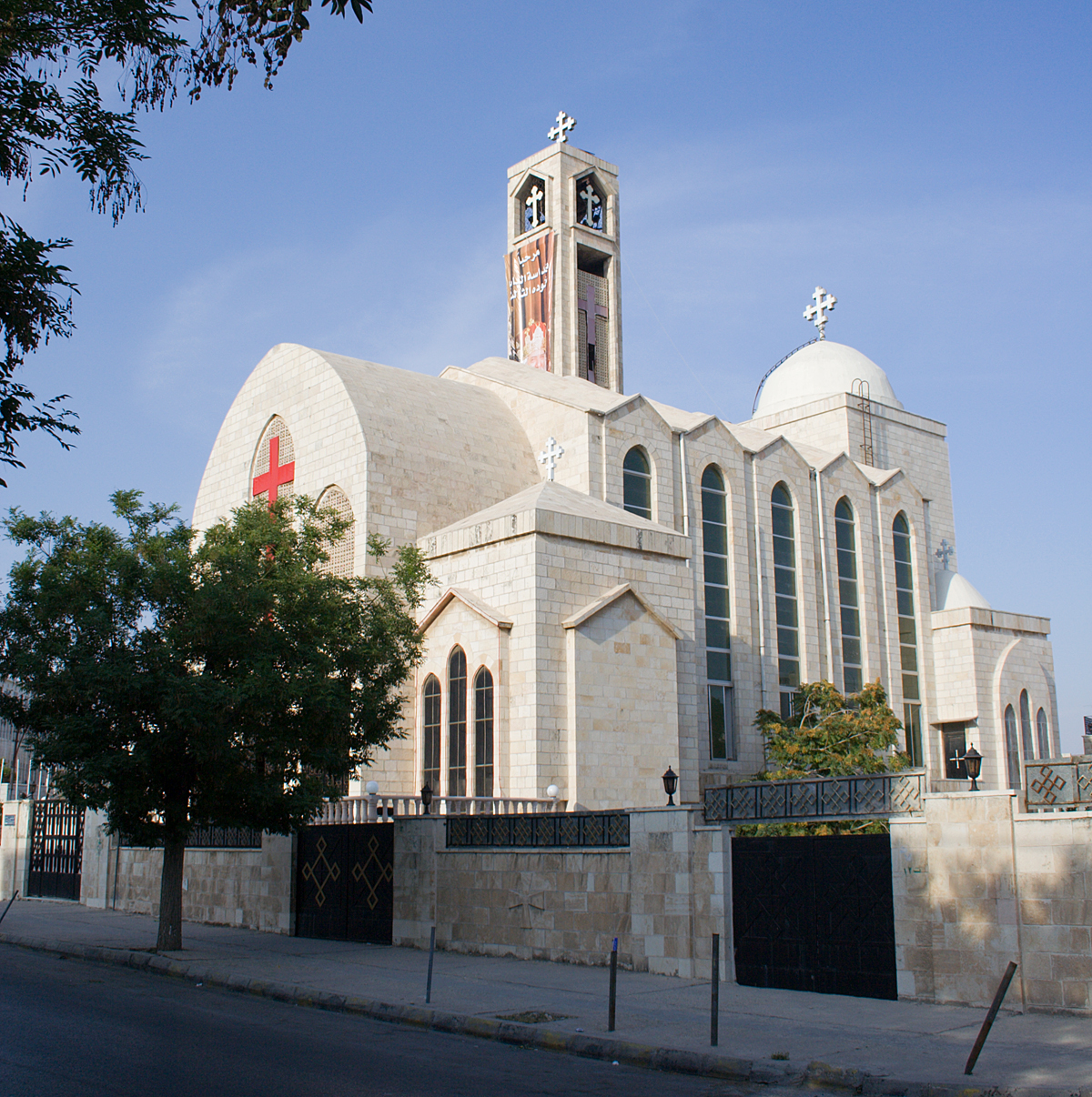
Коптская церковь в Аммане, Иордания
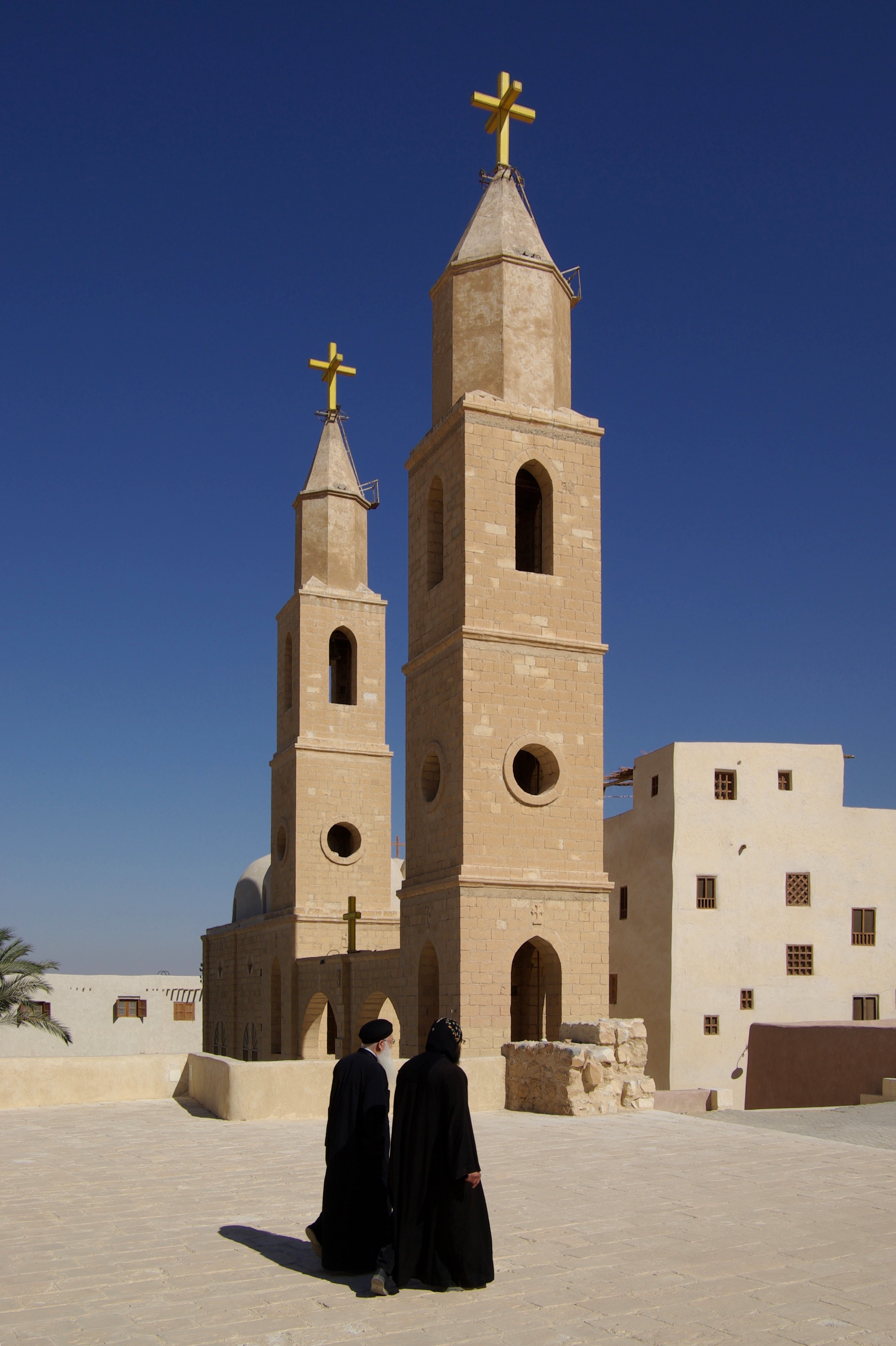
Монастырь святого Антония в Аравийской пустыне
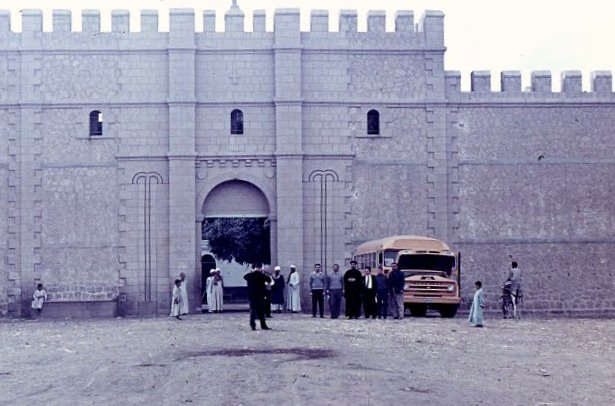
Монастырь Эль-Мухаррак в Египте
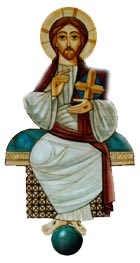
Иисус Христос на коптской иконе
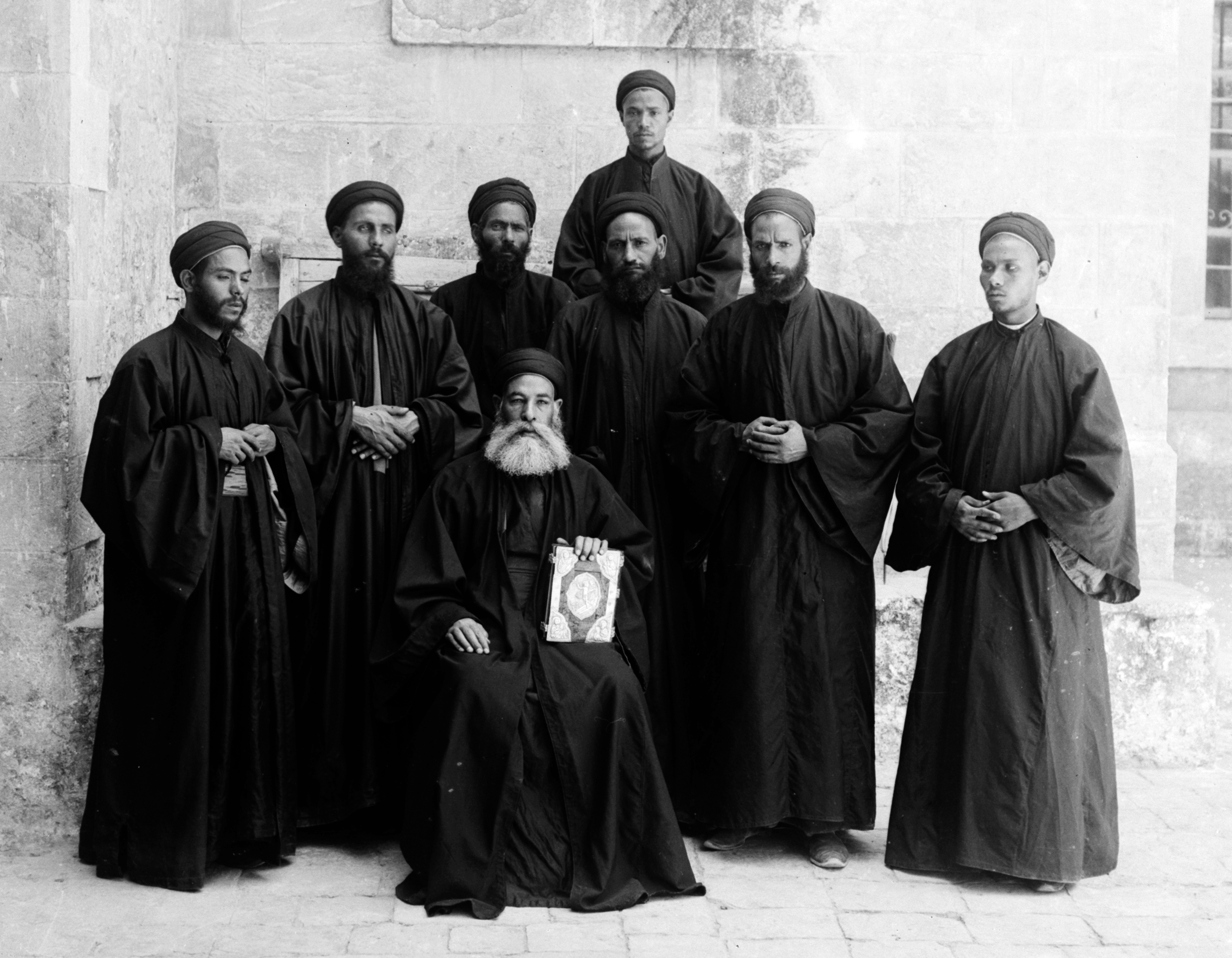
Коптские монахи (1898—1914)